# Nivolas-Vermelle
Nivolas-Vermelle là một xã thuộc tỉnh Isère trong vùng Rhône-Alpes đông nam nước Pháp. Xã này nằm ở khu vực có độ cao từ 258-441 mét trên mực nước biển. Theo điều tra dân số năm 1999 của INSEE có dân số là 1823 người.
Sông Bourbre tạo thành phần lớn ranh giới đông bắc thị trấn.